# 週間手話ニュース (静岡第一テレビ)
『週間手話ニュース』（しゅうかんしゅわニュース）は、静岡第一テレビで毎週日曜 5:45 - 6:00に放送されていた手話ニュース。タイトルは同じであるが、NHK Eテレで放送されている同名番組との関連性は無い。

## 概要
毎回静岡県内の主要ニュースを伝えていた15分番組で、聴覚障害者にも分かるようにナレーションには手話通訳を入れていた。重要項目については特集を組み、さらに詳しく紹介していた。キャスターは森喜久子（当時静岡第一テレビアナウンサー）が担当。